# Kurarua nacerdoides
Kurarua nacerdoides är en skalbaggsart som beskrevs av Carlo Pesarini och Andrea Sabbadini 1997. Kurarua nacerdoides ingår i släktet Kurarua och familjen långhorningar. Inga underarter finns listade i Catalogue of Life.